# Pegomya fuscinata
Pegomya fuscinata är en tvåvingeart som först beskrevs av Tiensuu 1939.  Pegomya fuscinata ingår i släktet Pegomya och familjen blomsterflugor. Arten är reproducerande i Sverige. Inga underarter finns listade i Catalogue of Life.